# José Albuquerque (Radsportler)
José Albuquerque (* 20. September 1916 in Mangualde; † 5. Januar 1963 ebenda) war ein portugiesischer Radrennfahrer.

## Sportliche Laufbahn
Albuquerque war im Straßenradsport aktiv. Von 1938 bis 1945 war er Berufsfahrer. 1938 gewann er die Portugal-Rundfahrt. 1940 konnte er den Sieg in diesem Etappenrennen wiederholen. Etappensiege in der Portugal-Rundfahrt holte er 1938, 1939 (dreifach), 1940 (zweifach) und 1941 (fünffach). 1941 siegte er in der Trofeu Luso Galaico II und wurde Zweiter in der nationalen Meisterschaft im Straßenrennen hinter Francisco Inácio.